# Zdeněk Mrozek
Zdeněk Mrozek (* 9. srpna 1964, Prostějov) je český lékař a v letech 2008 - 2023 byl viceprezidentem České lékařské komory.

## Vzdělání
V roce 1982 dokončil studium na gymnáziu v Třinci. Promoval v roce 1989 na Lékařské fakultě Univerzity Palackého. Atestaci I. stupně v oboru anesteziologie a resuscitace získal v roce 1992, druhý stupeň pak o pět let později. V roce 2006 získal specializovanou způsobilost v následujících oblastech: Anesteziologie a resuscitace, Urgentní medicína, Paliativní medicína a léčba bolesti.
Rok nato ukončil studium doktorského programu disertační prací s názvem „Možnosti anestezie u karotické endarterektomie“.

## Profesní činnost
V současnosti pracuje na Klinice anesteziologie resuscitace a intenzivní medicíny (KARIM) Fakultní nemocnice Olomouc, kde byl od roku 2005 do roku 2008 zástupcem přednosty. Roku 1997 byl zvolen členem celostátního představenstva České lékařské komory. Od roku 2008 byl třikrát po sobě zvolen viceprezidentem České lékařské komory. V rámci České lékařské komory je od roku 2002 členem licenční komise a od roku 2009 předsedou Vědecké rady ČLK. Od roku 1996 se též věnuje pedagogické činnosti na Lékařské fakultě Univerzity Palackého.